# 蘇法
蘇法（直译：「風暴」），是以色列南部區的一座基布茲。其位於內蓋夫沙漠西北部的沙洛姆地區，隸屬於艾希科爾地區議會管轄。2021年人口為227人。
以色列和加沙走廊之間的口岸該以基布茲命名，但於2008年被以色列永久關閉。

## 基布茲
該基布茲由西奈半島蘇法基布茲前居民於1982年建立，原蘇法是以色列在西奈半島的一個定居點，根據《埃以和約》條款，該定居點被解散。該基布茲的名字源自原定居點經常發生嚴重沙塵暴。在該基布茲以北的尼里姆於1946年至1949年期間，有一座「丹古爾」紀念館，記錄埃及襲擊尼里姆的傷亡情況，並為8名陣亡士兵設立紀念碑。
蘇法是2023年以色列—哈馬斯戰爭期間短暫受哈馬斯控制的以色列村莊之一。

## 口岸
為以色列農場工作的巴勒斯坦人使用蘇法口岸來回以色列和加沙。2000年至2005年第二次巴勒斯坦大起義期間，口岸及其旁邊的軍事基地屢遭巴勒斯坦人的攻擊，蘇法口岸間歇性關閉。2007年10月，蘇法口岸關閉，凱雷姆沙洛姆口岸成為唯一的口岸。11月，儘管以色列國防軍認為蘇法口岸比凱雷姆沙洛姆口岸更難守衛，反對重開，但以色列國防部副部長馬坦·維爾奈還是決定重新開放蘇法口岸。然後其被用來向加沙地帶運送人道主義援助。
2008年5月，迫擊砲襲擊導致一名以色列國防軍士兵受傷後，蘇法口岸再次關閉。幾天後，數千名巴勒斯坦人抗議以色列的封鎖。據報道指，以色列國防軍在那次事件中造成6人受傷。6月1日，儘管卡桑火箭攻擊仍在繼續，大約40名以色列農民在口岸舉行抗議，試圖阻止貨物運進加沙走廊。因此，蘇法口岸於2008年永久關閉。

## 外部鏈結
- Official website （希伯來語）
- Sufa Negev Information Center